# Бильке, Нильс
Граф Нильс Бильке аф Океро  (швед. Nils Bielke; 7 февраля 1644, Стокгольм — 26 ноября 1716, там же) — шведский политический, государственный и военный деятель, Фельдмаршал-лейтенант (1690), дипломат, губернатор шведской Померании и Шведской Эстляндии, королевский советник.

## Биография
Старший сын барона Туре Нильссона Бильке.
В 1660-х годах вступил на службу в шведскую армию. Отличился в Датско-шведской войне (1675—1679). Участник Битвы при Лунде (1676), где командовал Королевской кавалерийской гвардией. Генерал с 1678 года, фельдмаршал с 1690 года . Принимал участие в войнах императора Леопольда I с турками.
В 1679—1682 годах и 1684—1687 годах был шведский послом в Париже. В 1687—1698 годах служил губернатором шведской Померании и Шведской Эстляндии.
Будучи дипломатом, не одобрял политику, проводимую Карлом XI в отношении старой аристократии, а также имел иное видение внешней политики, чем абсолютистское правительство. Вопреки приказам из столицы, самостоятельно вступил в переговоры с французами с целью установления союза. Когда это выяснилось, Бильке потерял свою должность в 1698 году и после долгого судебного разбирательства в 1705 году был приговорён к смертной казни, но в конце концов помилован.
Был женат на графине Еве, дочери маршала Густава Горна аф Бьернеборга. Его сын — Туре Габриель Бельке, один из основателей и лидеров партии «колпаков».